# پیتر اسلوتردیک
پیتر اسلوتردیک (انگلیسی: Peter Sloterdijk؛ زادهٔ ۲۶ ژوئن ۱۹۴۷) فیلسوف، مجری تلویزیون، نویسنده، و استاد دانشگاه اهل آلمان است. او به دلیل ایده‌های نوآورانه و گاه جنجالی خود در زمینه‌های فلسفه، روان‌شناسی، فرهنگ و تکنولوژی شهرت دارد. او در تاریخ 26 ژوئن 1947 در کارلسروهه آلمان به دنیا آمد و در دانشگاه مونیخ فلسفه و تاریخ تحصیل کرد. اسلوتردایک به خاطر تحلیل‌های بدیع و پیچیده‌اش در زمینه انسان‌شناسی فلسفی، جهان‌زیستی، و روانشناسی جمعی شناخته می‌شود.

## آثار و ایده‌های کلیدی

### مجموعه سه‌گانه "حباب‌ها" (Spheres Trilogy):
مهم‌ترین و گسترده‌ترین کار او، مجموعه سه‌گانه "حباب‌ها" است که شامل سه کتاب است: "حباب‌ها" (Bubbles)، "گلوب‌ها" (Globes) و "کف‌ها" (Foams). این آثار به بررسی مفاهیمی همچون فضا و ارتباطات انسانی می‌پردازند. او در این سه‌گانه ایده‌ای را مطرح می‌کند که جهان ما به گونه‌ای متشکل از سیستم‌های متصل به هم و گاهی شکننده است، به طوری که حباب‌ها نماد سیستم‌های اجتماعی و روانی پیچیده هستند.

### نقد انسان‌گرایی سنتی:
اسلوتردایک معتقد است که فلسفه سنتی به اندازه کافی به جنبه‌های فیزیکی و زیستی انسان توجه نکرده است. او در کتاب‌هایی مانند "قوانین برای پارک انسانی" (Rules for the Human Zoo) انسان را موجودی بی‌ثبات و شکننده می‌داند که نیازمند کنترل و هدایت است. این اثر به نقد پروژه روشنگری و انسان‌گرایی غربی می‌پردازد و استدلال می‌کند که تمدن‌ها به شیوه‌هایی پیچیده و گاه خشن انسان‌ها را شکل می‌دهند و کنترل می‌کنند.

### جهان‌زیستی (Ecological Philosophy):
اسلوتردایک در آثار خود به اهمیت محیط زیست و رابطه انسان با طبیعت توجه ویژه‌ای دارد. او باور دارد که انسان‌ها نه تنها باید از طبیعت بهره‌برداری نکنند، بلکه باید نوعی همزیستی با آن برقرار کنند. او از مفاهیمی مانند "جهان‌زیست" برای توضیح اینکه چگونه انسان‌ها و دیگر موجودات زنده در یک محیط به هم پیوسته زندگی می‌کنند استفاده می‌کند.

### پروژه ژنتیک و فلسفه زیستی:
یکی دیگر از زمینه‌های بحث‌برانگیز او، ایده‌هایش درباره ژنتیک و مهندسی زیستی است. اسلوتردایک معتقد است که با پیشرفت علم ژنتیک، بشریت می‌تواند نسل‌های آینده را از طریق مهندسی ژنتیکی به شکلی نوین تربیت کند. این موضوع باعث شد که او با نقدهایی روبرو شود، به‌ویژه در مورد اخلاق زیستی و احتمال به‌وجود آمدن "یوجنیک" مدرن.

## جنجال‌ها:
اسلوتردایک به دلیل برخی از ایده‌هایش مورد انتقادهای زیادی قرار گرفته است. از جمله ایده‌های او درباره مهندسی ژنتیک و کنترل بشری، که به نظر برخی، می‌تواند پیامدهای خطرناکی برای جامعه داشته باشد. همچنین دیدگاه‌های او درباره انسان‌گرایی مدرن باعث شده که برخی او را به دیدگاه‌های ضد روشنگری متهم کنند.